# José Castillo Chávez
José Castillo Chávez (Challapata, Bolivia; 1949 - 14 de marzo de 2008 La Paz) fue un ex guerrillero boliviano que integró la Guerrilla de Ñancahuazú comandada por Ernesto Che Guevara en 1966-1967 en el sudeste de Bolivia. Fue el único sobreviviente de la emboscada de Vado de Yeso.

## Guerrilla de Ñancahuazú y muerte
Luego de la fallida experiencia del Congo, el Che Guevara organizó un foco guerrillero en Bolivia, donde instaló a partir del 3 de noviembre de 1967, en una zona montañosa cercana a la ciudad de Santa Cruz, en una área que atraviesa el río estacional Ñancahuazú, afluente del importante río Grande (Bolivia).
El grupo guerrillero tomó el nombre de Ejército de Liberación Nacional (ELN) de Bolivia con secciones de apoyo en Argentina, Chile y Perú. 
José Castillo pertenecía al grupo de Moisés Guevara. Cuando las tropas se dividieron, fue asignado a la columna de retaguardia comandada por Juan Vitalio Acuña Nuñez («Joaquín»). El 31 de agosto de 1967 toda la columna fue emboscada mientras cruzaba el Río Grande cerca de Vado del Yeso. Todos menos uno, resultaron muertos: "Vilo" Acuña, Tania, Apolinar Aquino, Walter Arencibia, Moisés Guevara, Gustavo Machín, Freddy Maymura Hurtado, Israel Reyes y Restituto Cabrera, quien sobrevivió a la emboscada y quedó solo en la selva intentando encontrar la columna del Che Guevara, pero fue capturado y asesinado el 4 de septiembre en el río Palmarito, afluente del Ñancahuazú. Sus cuerpos fueron expuestos primero como trofeos y luego enterrados clandestinamente.
Castillo sobrevivió, fue detenido y torturado en Vallegrande.
Pocas semanas después, el 9 de octubre, el Che Guevara moriría fusilado ilegalmente en La Higuera (Bolivia).